# لی ته گون
این یک نام کره‌ای است؛ نام خانوادگی لی است.
لی ته‌گون (کره‌ای: 이태곤؛ زادهٔ ۲۷ نوامبر ۱۹۷۷) بازیگر اهل کره جنوبی است. او به خاطر بازی در سریال یون گه سومون شناخته شد و به خاطر بازی در سریال پرطرفدار گوانگ‌گه‌تو فاتح بزرگ در نقش گوانگ‌گه‌تو بزرگ به شهرت و محبوبیت زیادی در کره جنوبی دست یافت.

## زندگی شخصی
لی ته گون در دانشگاه کیونگگی تحصیل کرد و در آنجا در رشته تربیت بدنی و رشته شنا تحصیل کرد، او قبل از ورود به صنعت سینما یک مربی شنا بود و او دو خواهر بزرگتر از خود دارد. وی همچنین یک ماهیگیر ماهر است و اغلب ماهی های بزرگی را صید می کند.

## حرفه
در ۱۶ دسامبر ۲۰۱۱، لی ته گون به خاطر بازی در سریال گوانگ‌گه‌تو فاتح بزرگ در نوزدهمین دوره جوایز فرهنگ و سرگرمی کره، جایزه بهترین بازیگر مرد درام را دریافت کرد. او علاوه بر این به خاطر بازی در سریال گوانگ‌گه‌تو فاتح بزرگ در نقش گوانگ‌گه‌تو بزرگ نامزد جایزه بزرگ(Daesang) یا همان هنرمند سال مراسم KBS Drama نیز شد.